# Hemiicosaedru
În geometrie un hemiicosaedru este un politop abstract⁠(d) regulat, care are jumătate din fețele unui icosaedru regulat.

## Realizare
Poate fi realizat ca un poliedru proiectiv⁠(d) (o teselare a planului proiectiv real⁠(d) cu 10 triunghiuri), care poate fi vizualizat prin construirea planului proiectiv ca o emisferă unde puncte opuse de-a lungul frontierei sunt conectate și împart emisfera în trei părți egale.

## Geometrie
Are 10 fețe triunghiulare, 15 laturi și 6 vârfuri. 
Este înrudit cu poliedrul uniform neconvex tetrahemihexaedru, care ar putea fi identic din punct de vedere topologic cu hemiicosaedrul dacă fiecare dintre cele 3 fețe pătrate ar fi divizată în două triunghiuri.

## Grafuri
Poate fi reprezentat simetric pe fețe și vârfuri ca diagramă Schlegel.
|                                            |                                               |
| Graf al hemiicosaedrului centrat pe o față | Diagrama Schlegel a dualului: hemidodecaedrul |

### Graful complet K6

Graful complet K_{6} reprezintă cele 6 vîrfuri și 15 laturi ale hemiicosaedrului

Are aceleași vârfuri și muchii ca și 5-simplexul pentadimensional, care are un graf complet al laturilor, dar conține doar jumătate din cele 20 de fețe.
Din punctul de vedere al teoriei grafurilor, aceasta este o încorporare a {\displaystyle K_{6}} (graful complet cu 6 vârfuri) pe un plan proiectiv real. Cu această încorporare, graful dual⁠(d) este graful Petersen (v. hemidodecaedru).